# Episodi di Beyblade V-Force
Questa è una lista degli episodi della serie anime Beyblade V-Force.

## Lista episodi
| Nº | Titolo italiano Giapponese 「Kanji」 - Rōmaji | In onda           | In onda          |
| Nº | Titolo italiano Giapponese 「Kanji」 - Rōmaji | Giapponese        | Italiano         |
| 1  | Un nuovo avversario 「新たなる敵」 | 7 gennaio 2002    | 8 settembre 2003 |
| 1  | Takao, dopo essere diventato campione del mondo di beyblade, è tornato in Giappone assieme al professor Kappa. Max è andato negli Stati Uniti con i genitori, Rei è tornato in Cina, mentre Kei è sparito senza lasciar detto nulla. Takao deve partecipare come ospite ad una gara locale ma viene ostacolato dalla capoclasse Hilary che lo obbliga a pulire la classe come punizione per i suoi numerosi ritardi. Il blader riesce ad arrivare appena in tempo per affrontare il vincitore del torneo: inaspettatamente Takao viene sconfitto dal suo avversario.                                                                                                   |                   |                  |
| 2  | Chi è il misterioso Beyblader? 「謎のブレーダーハンター達」 | 14 gennaio 2002   |                  |
| 2  | Takao non riesce a capacitarsi della sconfitta. Nonno Jay consiglia al nipote di allenarsi, mentre il professor Kappa cerca di analizzare le registrazioni dell'incontro. Purtroppo i fotogrammi del match presenti sul computer risultano inaccessibili. Negli Stati Uniti, Max viene affrontato da un altro blader e viene sconfitto. Anche Rei, in Cina, viene sconfitto. Max invia una mail al professor Kappa allegando anche il video dell'incontro disputato. Rei invia una lettera dove racconta l'accaduto. Il professor Kappa scopre che i beyblade degli avversari sono animati da bit power invisibili. Takao incontra Mister X e gli chiede la rivincita. |                   |                  |
| 3  | Il bit power invisibile 「見えない聖獣」 | 21 gennaio 2002   |                  |
| 3  | Il professo Kappa avverte Takao della sua scoperta, ma il ragazzo perde comunque perché non riesce a scatenare la potenza di Dragoon. I due amici decidono di darsi da fare per rimediare alla sconfitta subita. Il professor Kappa ed Hilary, però, vengono rapiti da un'organizzazione criminale che da tempo tiene Takao sotto osservazione. |                   |                  |
| 4  | Il rapimento 「恐るべきIQブレーダー」 | 28 gennaio 2002   |                  |
| 4  | Takao viene contattato dai rapitori che lo ricattano e lo sottopongono ad alcune prove fisiche. L'ultima prova consiste nello sconfiggere un robot che sa giocare a beyblade. Dopo aver perso le prime battaglie, Takao riesce finalmente a scatenare la potenza di Dragoon ed a prevalere sull'avversario. Il ragazzo libera così il professor Kappa ed Hilary. |                   |                  |
| 5  | Il ritorno di Kei 「よみがえる、カイ」 | 4 febbraio 2002   |                  |
| 5  | Takao ed il professor Kappa si chiedono se anche Kei sia stato attaccato da un blader che utilizza un bit power invisibile. |                   |                  |
| 6  | Il magnete 「脅威のマグトラム」 | 11 febbraio 2002  |                  |
| 7  | Sfidanti pericolosi 「仕組まれた挑戦」 | 18 febbraio 2002  |                  |
| 8  | Bladebreakers ancora insieme 「復活!BBAチーム」 | 25 febbraio 2002  |                  |
| 8  | I BB si riuniscono a casa di Takao per allenarsi e sconfiggere lo Psico Team. Max ha portato dall'America un componente studiato da sua madre Judy che permetterà ai beyblade di generare dei campi magnetici. |                   |                  |
| 9  | La trappola 「密林のバトルスタジアム」 | 4 marzo 2002      |                  |
| 9  | I BB si recano in pullman verso il "beyblade stadium" ma, durante il viaggio, vengono narcotizzati e condotti su un'isola. Ai ragazzi vengono applicati dei braccialetti per localizzare la loro posizione su tutto il territorio. |                   |                  |
| 10 | Prigionieri sull'isola 「暗闇の激突」 | 11 marzo 2002     |                  |
| 11 | Scontro finale sull'isola 「孤島の大決戦」 | 18 marzo 2002     |                  |
| 12 | Un progetto ambizioso 「吠えろ! ドランザー」 | 25 marzo 2002     |                  |
| 13 | Nuove insidie 「掟やぶりのベイバトル」 | 1º aprile 2002    |                  |
| 14 | Il bit power digitale 「作られた聖獣」 | 8 aprile 2002     |                  |
| 15 | Allenamento di gruppo 「聖獣を見てみたい!」 | 15 aprile 2002    |                  |
| 16 | Il blader che voleva troppo 「サイバーブレーダーの悲劇」 | 22 aprile 2002    |                  |
| 17 | Il blader perfetto 「宿命のプレリュード」 | 29 aprile 2002    |                  |
| 18 | Il fascino dell'invincibilità 「再会のケイン」 | 6 maggio 2002     |                  |
| 19 | Divergenze di opinioni 「それぞれの戦い」 | 13 maggio 2002    |                  |
| 20 | Decisioni difficili 「明日(アス)への決意」 | 20 maggio 2002    |                  |
| 21 | Avversari sleali 「バトルタワーの陰謀」 | 27 maggio 2002    |                  |
| 22 | Una lotta impari 「ドラシエルの危機」 | 10 giugno 2002    |                  |
| 23 | Una vittoria sofferta 「約束のバトルフィールド」 | 17 giugno 2002    | 8 ottobre 2003   |
| 24 | Fantasmi del passato 「霧の中の幻」 | 24 giugno 2002    |                  |
| 25 | Drago contro drago 「電撃聖獣NO.4」 | 1º luglio 2002    |                  |
| 26 | Energia spaventosa 「戦慄のサイバー」 | 8 luglio 2002     |                  |
| 27 | Il crollo della torre 「暴走タワーの最期」 | 15 luglio 2002    |                  |
| 28 | Si parte per gli USA! 「ニューヨーク 謎の石版」 | 22 luglio 2002    |                  |
| 29 | Lo sbaglio di un amico 「マックス 友の叫び」 | 29 luglio 2002    |                  |
| 30 | Ritorno in patria 「よみがえる石版の力」 | 5 agosto 2002     |                  |
| 31 | Il nuovo bit power all'attacco 「石版聖獣襲撃!」 | 12 agosto 2002    |                  |
| 32 | Lo spirito dimenticato 「忘れかけた魂」 | 19 agosto 2002    |                  |
| 33 | Una grave perdita 「セント·シールズ」 | 26 agosto 2002    |                  |
| 34 | L'agguato del ragno 「物陰からスパイダー」 | 2 settembre 2002  |                  |
| 35 | Nemico invisibile 「姿なき刺客」 | 9 settembre 2002  |                  |
| 36 | Max e Mariam 「マックスとマリアム」 | 16 settembre 2002 |                  |
| 37 | Sfida al Luna Park 「戦場の遊園地」 | 23 settembre 2002 |                  |
| 38 | Sfida a quattro 「因縁のスパークバトル」 | 30 settembre 2002 |                  |
| 39 | Legami inscindibili 「絆とプライド」 | 7 ottobre 2002    |                  |
| 40 | Una dimostrazione di amicizia 「友情の証(あかし」 | 14 ottobre 2002   |                  |
| 41 | Un addio inspiegabile 「突然のサヨナラ...」 | 21 ottobre 2002   |                  |
| 42 | I cacciatori 「悪のパーツ狩(が)り」 | 28 ottobre 2002   |                  |
| 43 | La rivincita di Kei 「カイのリベンジバトル」 | 4 novembre 2002   |                  |
| 44 | Una vigilia movimentata 「波乱の世界戦前夜」 | 11 novembre 2002  |                  |
| 45 | Il mondiale entra nel vivo 「ゼオVS(たい)オズマ」 | 18 novembre 2002  |                  |
| 46 | Scorrettezze 「黒と白の魔の手」 | 25 novembre 2002  |                  |
| 47 | Tutti per uno 「解き放たれた悪意」 | 2 dicembre 2002   |                  |
| 48 | Gran finale! 「激震のバトルノイズ」 | 9 dicembre 2002   |                  |
| 49 | Il momento della verità 「タカオVSカイ友情の戦い」 | 16 dicembre 2002  |                  |
| 50 | Una lotta avvincente 「史上最大の決勝戦」 | 23 dicembre 2002  |                  |
| 51 | Conclusione a sorpresa 「宿命のラストバトル」 | 30 dicembre 2002  |                  |